# Kolumbia na Letnich Igrzyskach Olimpijskich 1964
Kolumbię na Letnich Igrzyskach Olimpijskich 1964 reprezentowało 20 zawodników (wszyscy mężczyźni). Nie zdobyli oni żadnego medalu na tych igrzyskach.